# 키키 무삼파
키지토 "키키" 무삼파(네덜란드어: Kizito "Kiki" Musampa, 1977년 7월 20일 ~ )는 콩고 민주 공화국계 네덜란드의 전 축구 선수로, 콩고 민주 공화국 킨샤사 출생이다. 2008년 K리그의 FC 서울에서 활약하였으며, K리그에서 활동할 당시에는 무삼파라는 이름으로 활약하였다.

## 클럽 경력
키키 무삼파는 AFC 아약스 유스 아카데미인 용 아약스에 입단하여 축구 생활을 시작하였고, 그 곳에서 유명세를 얻게 되었다. 1994년 AFC 아약스에서 프로 생활을 시작하였고, 1997년 리그 1의 FC 지롱댕 드 보르도로 이적하여 1999년까지 뛰었다. 1999년 스페인 프리메라리가의 말라가 CF로 이적하여 활약하였으며, 2003년 자신이 잠재적으로 좋은 경력을 쌓을 수 있는 아틀레티코 마드리드로 팀을 옮기게 되었다. 아틀레티코 마드리드에서 그는 2003-04 시즌에 26경기에 출전하였지만, 2004-05 시즌 단 8경기 출전에 그치며 별다른 인상을 남기지 못하여 2군으로 강등되었다.
2004년 겨울 무삼파는 잉글랜드 프리미어리그의 맨체스터 시티 FC로 임대 이적하였고, '크리스마스 바구니' (Christmas Hamper, 크리스마스 파티에 쓰이는 각종 식품들을 담은 바구니)라는 뜻을 가진 크리스라는 이름으로 활약하였다. 2005년 6월 무삼파는 맨체스터 시티 FC와 2년 재계약을 체결하였으나, 그가 주로 뛴 중앙 미드필더에서 불규칙한 활약을 보여 주전 경쟁에서 패하여 시즌이 끝난 뒤 스페인으로 복귀하였다.
2006년 8월 무삼파는 터키 쉬페르 리그의 트라브존스포르와 3년 계약을 체결하였으나, 시즌이 끝난 뒤 팀은 계약을 파기하였다. 이후 그는 잉글랜드 프리미어리그의 선덜랜드 AFC에서 입단 테스트를 받았으나, 이적이 성사되지는 않았다. 네덜란드로 복귀한 이후, 무삼파는 AZ에서 입단 테스트를 받았다. 2007년 11월 무삼파는 AZ와 2007-08 시즌 남은 기간 동안 계약을 체결하였으나, 2008년 1월 1일 팀은 계약을 파기하였다.
이후 그는 메이저 리그 사커의 토론토 FC에서 입단 테스트를 받았으나, 이적이 성사되지는 않았다.
2008년 3월 26일 무삼파는 K리그의 FC 서울과 2년 계약을 체결하며 큰 화제를 일으켰으나 부진한 활약을 보이며 리그 3경기, 리그컵 2경 총 5경기 출전의 기록을 남기고 5월말 결국 팀을 떠나게 되었다.
2009년 3월 14일 무삼파는 네덜란드로 복귀하여 빌럼 II 틸뷔르흐와 계약을 체결하였으나, 시즌이 끝난 뒤 팀은 계약을 파기하였다. 2009년 9월 6일 그는 리그 1의 FC 메스에서 입단 테스트를 받아 프리 시즌 경기에 참가하였으나, 이적이 성사되지는 않았다.

## 국가대표팀 경력
1995년 FIFA 세계 청소년 축구 선수권 대회에서 U-20 대표에 발탁되어 전 경기 출전하였고, 1998년 UEFA 유럽 U-21 축구 선수권 대회와 2000년 UEFA 유럽 U-21 축구 선수권 대회에서 U-21 대표로 소집되었다.
1997년 리그 1의 FC 지롱댕 드 보르도로 이적하여 1998년 FIFA 월드컵에 국가대표팀에 선발되기를 희망하였으나, 거스 히딩크는 그를 소집하지 않았다. 2005년 후반부에 그는 마르코 판 바스턴에 의해 국가대표팀에 소집되었지만, 국가대표팀에 데뷔하지는 못하였다.
이에 콩고 축구 협회 연맹은 무삼파에게 자신들의 콩고 민주 공화국 축구 국가대표팀에서 뛸 것을 제의하였고, 감독인 클로드 르 로이는 그의 활약상에 관심을 갖고 있다고 밝혔다. 무삼파 또한 이 제의에 응하였고, 콩고 민주 공화국 국가대표팀 트레이닝 캠프에 참가하였다. 하지만 FIFA는 무삼파가 UEFA 유럽 U-21 축구 선수권 대회에서 네덜란드 U-21 대표로 뛰어 '한 선수가 두 개 이상의 국가대표팀에서 뛸 수 없다'는 규정에 어긋나는 것을 문제삼아 콩고 민주 공화국 국가대표팀에 발탁되는 것을 불허허였고, 결국 무삼파는 더 이상 콩고 민주 공화국 국가대표팀에 소집되지 못하였다.

## 경력 통계

### 클럽 기록
마지막 업데이트: 2010년 1월 1일
| 시즌    | 팀                  | 리그     | 등급 | 경기 | 골 |
| ------- | ------------------- | -------- | ---- | ---- | -- |
| 1994-95 | AFC 아약스          | 네덜란드 | 1    | 1    | 0  |
| 1995-96 | AFC 아약스          | 네덜란드 | 1    | 17   | 1  |
| 1996-97 | AFC 아약스          | 네덜란드 | 1    | 24   | 5  |
| 1997-98 | FC 지롱댕 드 보르도 | 프랑스   | 1    | 16   | 4  |
| 1998-99 | FC 지롱댕 드 보르도 | 프랑스   | 1    | 17   | 1  |
| 1999-00 | 말라가 CF           | 스페인   | 1    | 13   | 2  |
| 2000-01 | 말라가 CF           | 스페인   | 1    | 11   | 3  |
| 2001-02 | 말라가 CF           | 스페인   | 1    | 37   | 9  |
| 2002-03 | 말라가 CF           | 스페인   | 1    | 35   | 8  |
| 2003-04 | 아틀레티코 마드리드 | 스페인   | 1    | 26   | 2  |
| 2004-05 | 아틀레티코 마드리드 | 스페인   | 1    | 8    | 0  |
| 2004-05 | 맨체스터 시티 FC    | 잉글랜드 | 1    | 14   | 3  |
| 2005-06 | 맨체스터 시티 FC    | 잉글랜드 | 1    | 27   | 0  |
| 2006-07 | 트라브존스포르      | 터키     | 1    | 14   | 0  |
| 2007-08 | AZ                  | 네덜란드 | 1    | 5    | 0  |
| 2008    | FC 서울             | 대한민국 | 1    | 3    | 0  |
| 2008-09 | 빌럼 II 틸뷔르흐    | 네덜란드 | 1    | 6    | 0  |

## 수상 내역

### 클럽

#### AFC 아약스
- 에레디비시 우승 2회: 1994-95 시즌, 1995-96 시즌
- 요한 크라위프 스할 우승 2회: 1994년, 1995년
- 요한 크라위프 스할 준우승 1회: 1996년
- UEFA 챔피언스리그 우승 1회: 1994-95 시즌
- UEFA 슈퍼컵 우승 1회: 1995년
- 인터콘티넨털컵 우승 1회: 1995년

#### FC 지롱댕 드 보르도
- 리그 1 우승 1회: 1998-99 시즌

#### 말라가 CF
- UEFA 인터토토컵 우승 1회: 2002년

## 플레이 스타일
왼발을 잘 쓰고 프리킥이 뛰어나 '왼발의 달인'이라는 별명이 붙기도 하였으며, 네덜란드, 프랑스, 스페인, 잉글랜드 등 여러 리그에서 좋은 활약을 펼치는 등 뛰어난 리그 적응력을 보유하였다.

## 기타
UEFA 챔피언스리그 1995-96 결승전에 선발 출전하였으며 한국 프로축구 최초로 UEFA 챔피언스리그 결승전 출장 기록을 가진 선수 출신으로 2008년에는 국내 한 축구전문지와 해외축구 전문사이트에서 축구팬들을 대상으로 한 '2008년 가장 기대되는 외국인 선수 1위'에 선정되기도 하였다.